# Gustav Oplustil
Gustav Oplustil (2. srpna 1926 Hranice – 21. října 2022) byl český televizní a rozhlasový scenárista, dramaturg, režisér a příležitostný herec malých rolí.

## Život
Narodil se jako nejstarší z pěti dětí v rodině legionáře z italské fronty. Otec později pracoval jako knihařský mistr ve Vojenské akademii. Gustav vychodil obecnou a měšťanskou školu v Hranicích a měl v úmyslu pokračovat na obchodní akademii v Přerově. Protože však začala válka, odešel místo studia do učení ke strýci, který byl holičem . Začal se zabývat ochotnicky divadlem a po válce byl angažován v Beskydském divadle jako inspicient a herecký elév. Vojenskou službu strávil od roku 1948 v Armádním uměleckém souboru v Praze, během vojny se také oženil (manželka Jarmila).
V roce 1953 nastoupil do zájezdové skupiny Divadla československé armády na Vinohradech, kde pracoval pět let. Následně pracoval jako dramaturg estrádních a zábavných pořadů v Městském domě osvěty a později dostal nabídku zaměstnání v redakci zábavy Čs.televize, kde začal spolupracovat jako dramaturg mj. s režisérem Zdeňkem Podskalským.
Přispíval do časopisů (např. Dikobraz) pod pseudonymem Fergus .
Své práci scenáristy se aktivně věnoval více než padesát let. V roce 2002 byl uveden do pomyslné Dvorany televizní slávy Týtý.

## Televizní tvorba, výběr
- Ctná paní Lucie
- Bejvávalo
- Po stopách smíchu
- Diskotéka pro starší a pokročilé
- Kam dnes večer, milý pane?
- V Praze bejvávalo blaze
- Pražský písničkář
- Kabaret U dobré pohody
- Kabaret U zvonečku
- silvestrovské pořady
- Malé dějiny jedné rodiny

## Politická angažovanost
V komunálních volbách v roce 2014 neúspěšně kandidoval jako nestraník za politické hnutí NEZÁVISLÍ do Zastupitelstva Hlavního města Prahy, které ale získalo jen 0,32 % platných hlasů.

## Ocenění
- Medaile Za zásluhy 1. stupeň in memoriam 2022